# Giuditta Bellerio Sidoli
Giuditta Bellerio Sìdoli (Milano, 16 gennaio 1804 – Torino, 28 marzo 1871) è stata una patriota italiana.
Figura femminile particolarmente emancipata per la sua epoca, fu tra i fondatori del giornale La Giovine Italia.

## Biografia
Figlia di Maria de' Sopransi e del barone Andrea Bellerio, magistrato nel Regno d'Italia, e sorella di Carlo Bellerio, patriota italiano. A soli sedici anni sposò Giovanni Sidoli, ricco possidente terriero di Montecchio Emilia iscritto alla carboneria modenese con lo pseudonimo di "Decade".
Per sfuggire agli arresti ordinati da Francesco IV d'Asburgo-Este, che avrebbero portato al processo di Rubiera, Giovanni Sidoli riparò in Svizzera nel 1821 e la moglie lo seguì non appena nata la figlia secondogenita, Corinna, affidando la primogenita Maria alla famiglia paterna.
La famiglia dovette restare in Svizzera, in seguito alla sentenza di morte pronunciata contro Sidoli, che morirà per una grave malattia ai polmoni nel 1828. Durante l'esilio, i coniugi misero al mondo altri due figli: Elvira e Achille. Alla morte del padre, i quattro figli furono tolti a Giuditta dal suocero che, fedele a Francesco IV, rifiutò di far allevare la sua discendenza da una ribelle all'autorità legittima. Nonostante i periodici tentativi, la madre non riuscì a rivederli per otto anni.
Giuditta rientrò in Italia su invito di Ciro Menotti, per partecipare ai moti di Reggio Emilia del 1831; fu lei a consegnare alla neocostituita Guardia Civica la bandiera tricolore poi esposta sul palazzo del municipio e oggi conservata nel cittadino Museo del Tricolore.
Dopo il fallimento dell'insurrezione, per sfuggire alla repressione austriaca prese nuovamente la via dell'esilio: prima a Lugano e poi a Marsiglia. Nella sua casa, al n. 57 di rue de Féréol, ospitò molti esuli italiani e, tra questi, Giuseppe Mazzini, del quale divenne amante e collaboratrice politica. Probabilmente dalla loro relazione nacque l'11 agosto 1832 il figlio Joseph Adolphe, morto in tenerissima età il 21 febbraio 1835.

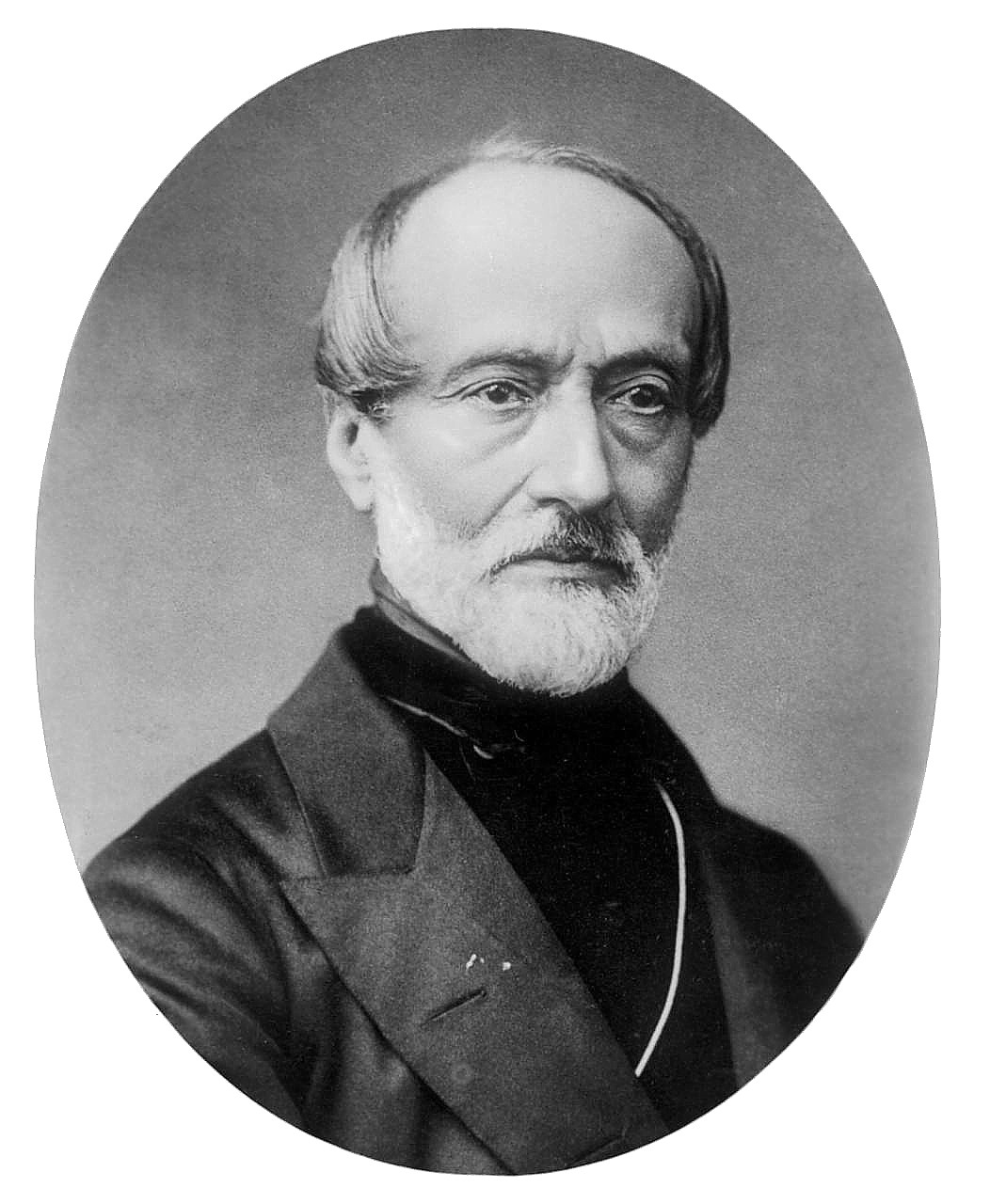
Giuseppe Mazzini

Con Mazzini, nel 1832, Giuditta fondò il giornale politico La Giovine Italia, assumendone il ruolo di responsabile e contabile. Saputo dell'imminente arresto di Mazzini, a quel tempo gravemente malato, da parte delle autorità francesi, lo seguì nell'esilio di Ginevra per accudirlo. Anche dopo aver concluso la loro relazione sentimentale, Mazzini e la Bellerio restarono lungamente in contatto epistolare.
(da una lettera di Giuseppe Mazzini a Giuditta Bellerio)
La vita della Bellerio trascorse in un continuo peregrinare per gli Stati d'Italia e d'Europa, nella ricerca dei figli e nelle partecipazioni ai vari moti rivoluzionari e cospirazioni a Livorno, Firenze, Roma, Milano e Bologna. Gravido di conseguenze fu il soggiorno fiorentino, perché qui Giuditta incontrò la giovane Giorgina Craufurd, che poi sposerà Aurelio Saffi, la quale con le sue parole, la colpì talmente da farne una ardente simpatizzante della causa nazionale italiana.
Giuditta Sidoli venne arrestata e incarcerata a Modena, nel dicembre 1849, e trasferita a Milano nel febbraio 1850 su ordine del generale Radetzky. Riuscì a scampare al carcere grazie alla minore severità verso i nobili del generale Ferencz Gyulai che sostituì Radetzky, messo a riposo dall'imperatore d'Austria il 28 febbraio 1850, al comando della 2ª Imperiale e Regia Armata Austriaca.
Trasferitasi definitivamente a Torino sul finire del 1852, la nobildonna diede vita ad un salotto politico frequentato dalle maggiori personalità risorgimentali dell'epoca, contribuendo a preparare il terreno culturale per la seconda guerra d'indipendenza.
Nel 1868 Giuditta Bellerio si ammalò gravemente di tubercolosi e, il 28 marzo 1871, si spense a Torino, stroncata da una polmonite, dopo aver rifiutati i sacramenti religiosi, coerentemente con la sua dichiarazione di « credere liberamente nel Dio degli esuli e dei vinti, non in quello imposto dalla Chiesa ».
È sepolta nel Cimitero monumentale di Torino